# Universidade Ochanomizu
A Universidade Ochanomizu (お茶の水女子大学, Ochanomizu Joshi daigaku) é uma das duas universidades nacionais do Japão exclusivas para mulheres. A outra é a Universidade Feminina de Nara. Foi estabelecida em 1875 e está estabelecida em Bunkyō, Tóquio.